# Černošín
Černošín är en stad i Tjeckien.   Den ligger i regionen Plzeň, i den västra delen av landet, 110 km väster om huvudstaden Prag. Černošín ligger 498 meter över havet och antalet invånare är 1 097.
Terrängen runt Černošín är lite kuperad.Runt Černošín är det ganska tätbefolkat, med 65 invånare per kvadratkilometer. Närmaste större samhälle är Stříbro, 10,5 km sydost om Černošín. I omgivningarna runt Černošín växer i huvudsak blandskog.